# Amadeus IV van Savoye
Amadeus IV van Savoye (Montmélian, circa 1197 – aldaar, 24 juni 1253) was van 1233 tot 1253 graaf van Savoye. Hij behoorde tot het huis Savoye.

## Levensloop
Hij was de oudste zoon van graaf Thomas I van Savoye en Beatrix van Genève. Na de dood van zijn vader in 1233 erfde Amadeus IV het graafschap Savoye en meerdere landerijen. Zijn broers Peter en Aymon waren daar echter ontevreden mee en vroegen aan Amadeus om de gebieden onderling te verdelen. Vervolgens organiseerde zijn broer Willem in juli 1234 in het kasteel van Chillon een familievergadering om tot een oplossing te komen. 
Toen zowel Amadeus IV als Peter en Aymon met gewapende troepen aankwamen, slaagde Willem erin om een vredesverdrag tussen de drie broers te onderhandelen. Het verdrag hield het gebied van Amadeus intact, maar hij moest de autoriteit van zijn jongere broers in een gedeelte van zijn gebieden wel aanvaarden. Deze gebieden lagen aan de grenzen van Savoye, wat de broers de mogelijkheid gaf om zo het land uit te breiden en Savoye kon zo niet verzwakken door verdeeldheid. Toen zijn broer Thomas in 1235 zijn kerkelijke carrière beëindigde, schonk Amadeus ook hem gebieden aan de grenzen van Savoye. 
Zolang hij geen mannelijke nakomelingen had, veranderde Amadeus meermaals van zijn mening wat zijn opvolging betrof. Oorspronkelijk had hij zijn schoonzonen, Manfred III van Saluzzo en Bonifatius II van Monferrato, tot erfopvolgers benoemd, maar in 1235 benoemde hij zijn broer Thomas tot erfopvolger. Later zou dit nog meermaals veranderen: in december 1235 werden zijn schoonzonen opnieuw erfopvolgers, later terug Thomas, in 1239 weer zijn schonen en in 1240 weer zijn broer Thomas. Toen zijn zoon Bonifatius werd geboren, stelde Amadeus IV in 1252 zijn definitieve erfopvolging vast. Als hij nog zou sterven voordat zijn zoon volwassen was, zou zijn broer Thomas, tweede in de lijn van troonopvolging, regent worden. 
Amadeus kreeg ook te maken met verschillende uitdagingen om aan de eisen van de Europese grootmachten te voldoen. Zo schreef koning Hendrik III van Engeland hem in 1235 een brief waarin hij hem de toestemming vroeg om met Amadeus' nicht Eleonora van Provence te mogen trouwen. In 1238 trok hij dan weer naar het hof van keizer Frederik II van het Heilige Roomse Rijk in Turijn, waar hij officieel tot ridder werd geslagen. Daarna leidde hij samen met zijn broers troepen uit Savoye die deelnamen aan het beleg van de stad Brescia. In juli 1243 vroeg Enzio van Sardinië Amadeus en zijn broer Thomas dan weer om aan het beleg van Vercelli deel te nemen. Het beleg was echter onsuccesvol en zowel Amadeus en Thomas werden daarop door de pas verkozen paus Innocentius IV geëxcommuniceerd. Toen de broers aan de paus een brief schreven waarin ze hem verzochten om de excommunicatie terug in te trekken, schonk de paus hen genade.
Toen de paus eind 1244 Rome verliet om deel te nemen aan het Eerste Concilie van Lyon, ontmoetten hij en Amadeus elkaar in Susa. Amadeus begeleidde de paus vervolgens om de bergpassen naar Chambéry over te steken, waarna zijn broer Filips de begeleiding van de paus naar Lyon verderzette. Amadeus wilde vervolgens de bergpassen ook openstellen voor de troepen van keizer Frederik II en in januari 1246 sloot hij ook met Hendrik III van Engeland een verdrag waarin ze afspraken dat de Engelsen ook langs deze bergpas mochten reizen op voorwaarde dat Hendrik III 200 marken betaalde. Dezelfde maand leidde Amadeus de troepen die naar het graafschap Provence trokken om zijn nicht Beatrix van Provence te beschermen tegen de troepen van keizer Frederik II en om haar te begeleidden naar haar huwelijk met Karel van Anjou. 
In mei 1247 was Frederik II klaar om paus Innocentius IV aan te vallen. Zijn legers waren gestationeerd in Turijn en vroeg iedereen die nog loyaal aan hem was in Chambéry (de hoofdstad van Savoye) samen te komen. Een revolutie in Parma zorgde er echter voor dat de plannen van Frederik II niet door konden gaan. In de zomer van dat jaar kon Amadeus de paus ook tegenhouden om 1500 soldaten naar de Lombardische Liga te sturen. In november 1248 kregen Amadeus en zijn broer Thomas vervolgens van keizer Frederik II de opdracht om naar Lyon te gaan en daar in zijn naam vredesonderhandelingen met de paus te beginnen. Dit verliep echter onsuccesvol en tot aan de dood van Frederik II in 1250 bleef de oorlog tussen het Heilige Roomse Rijk en de paus voortduren. In 1253 overleed Amadeus IV van Savoye in zijn geboorteplaats.

## Huwelijken en nakomelingen
Rond het jaar 1217 huwde Amadeus IV met Anna van Bourgondië, dochter van hertog Hugo III van Bourgondië. Ze kregen twee dochters:
- Beatrix (1223-1259), huwde in 1233 met markies Manfred III van Saluzzo en daarna in 1247 met koning Manfred van Sicilië
- Margaretha (-1254), huwde in 1235 met markies Bonifatius II van Monferrato

Na de dood van zijn eerste vrouw hertrouwde hij op 18 december 1244 met Cecilia van Baux, dochter van heer Barral van Baux. Ze kregen volgende kinderen:
- Bonifatius (1245-1263), graaf van Savoye
- Beatrix (1250-1292), huwde eerst met Peter van Chalon en daarna met infant Manuel van Castilië
- Eleonora, huwde in 1269 met heer Guichard van Beaujeu
- Constance (overleden na 1263)

## Voorouders
| Voorouders van Amadeus IV van Savoye (1197-1253) | Voorouders van Amadeus IV van Savoye (1197-1253)                    | Voorouders van Amadeus IV van Savoye (1197-1253)                    | Voorouders van Amadeus IV van Savoye (1197-1253)             | Voorouders van Amadeus IV van Savoye (1197-1253)             | Voorouders van Amadeus IV van Savoye (1197-1253)               | Voorouders van Amadeus IV van Savoye (1197-1253)               | Voorouders van Amadeus IV van Savoye (1197-1253)                    | Voorouders van Amadeus IV van Savoye (1197-1253)                    |
| ------------------------------------------------ | ------------------------------------------------------------------- | ------------------------------------------------------------------- | ------------------------------------------------------------ | ------------------------------------------------------------ | -------------------------------------------------------------- | -------------------------------------------------------------- | ------------------------------------------------------------------- | ------------------------------------------------------------------- |
| Overgrootouders                                  | Amadeus III van Savoye (1094-1148) ∞ Mathilde van Albon (1112-1148) | Amadeus III van Savoye (1094-1148) ∞ Mathilde van Albon (1112-1148) | Gerald I van Mâcon (-1184) ∞ Maurette van Salins (–)         | Gerald I van Mâcon (-1184) ∞ Maurette van Salins (–)         | Amadeus I van Genève (1098-1178) ∞ Mathilde van Cuseau (–)     | Amadeus I van Genève (1098-1178) ∞ Mathilde van Cuseau (–)     | Amadeus III van Savoye (1094-1148) ∞ Mathilde van Albon (1112-1148) | Amadeus III van Savoye (1094-1148) ∞ Mathilde van Albon (1112-1148) |
| Grootouders                                      | Humbert III van Savoye (1136-1189) ∞ Beatrix van Mâcon (-)          | Humbert III van Savoye (1136-1189) ∞ Beatrix van Mâcon (-)          | Humbert III van Savoye (1136-1189) ∞ Beatrix van Mâcon (-)   | Humbert III van Savoye (1136-1189) ∞ Beatrix van Mâcon (-)   | Willem I van Genève (1132-1195) ∞ Agnes van Savoye (1125–1172) | Willem I van Genève (1132-1195) ∞ Agnes van Savoye (1125–1172) | Willem I van Genève (1132-1195) ∞ Agnes van Savoye (1125–1172)      | Willem I van Genève (1132-1195) ∞ Agnes van Savoye (1125–1172)      |
| Ouders                                           | Thomas I van Savoye (1180-1233) ∞ Beatrix van Genève (-1252)        | Thomas I van Savoye (1180-1233) ∞ Beatrix van Genève (-1252)        | Thomas I van Savoye (1180-1233) ∞ Beatrix van Genève (-1252) | Thomas I van Savoye (1180-1233) ∞ Beatrix van Genève (-1252) | Thomas I van Savoye (1180-1233) ∞ Beatrix van Genève (-1252)   | Thomas I van Savoye (1180-1233) ∞ Beatrix van Genève (-1252)   | Thomas I van Savoye (1180-1233) ∞ Beatrix van Genève (-1252)        | Thomas I van Savoye (1180-1233) ∞ Beatrix van Genève (-1252)        |